# Cosmoscarta nagasana
Cosmoscarta nagasana är en insektsart som beskrevs av William Lucas Distant 1900. Cosmoscarta nagasana ingår i släktet Cosmoscarta, och familjen Cercopidae. Inga underarter finns listade i Catalogue of Life.